# Matthias N’Gartéri Mayadi
Matthias N’Gartéri Mayadi (ur. 1942, zm. 19 listopada 2013 w Lyonie) – czadyjski duchowny katolicki, arcybiskup archidiecezji ndżameńskiej od 2003 r. Pierwszy Czadyjczyk, który otrzymał godność biskupa rzymskokatolickiego.

## Życiorys
Urodził się w Bedaya (na południu Czadu). Nawrócił się na katolicyzm gdy miał11 lat i został ochrzczony w 1955 roku, jako pierwszy z  rodzinnej miejscowości. Został wysłany do seminarium Otélé (w Kamerunie). Studiował też na Wydziale Prawa i Nauk Ekonomicznych Yaounde, a następnie we Francji na Uniwersytecie Ludwika Pasteura w Strasburgu. Święcenia diakonatu przyjął w Strasburgu w 1977 roku.
Święcenia kapłańskie przyjął 30 grudnia 1978 roku. Sakrę biskupią otrzymał 13 kwietnia 1986 roku. Od października 1985 roku pełnił funkcję pomocniczego biskupa Sarhu, będąc jednocześnie biskupem tytularnym Thuburniki. W marcu 1987 roku został biskupem diecezji Sarh, a następnie od 11 czerwca 1990 do 31 lipca 2003 pełnił funkcję biskupa Moundou.
31 lipca 2003 został następcą Charles Louisa Josepha Vandame na stanowisku arcybiskupa Ndżameny. Był również wiceprzewodniczącym Konferencji Episkopatu Czadu.
Na przełomie stycznia i lutego 2008 roku przebywał z wizytą w Polsce, związaną z rozpoczęciem przez polskich żołnierzy pokojowej misji w Czadzie. W lutym spotkał się w Bydgoszczy z żołnierzami, przygotowującymi się do wyjazdu na misję. Program pobytu objął również spotkania m.in. z przewodniczącym Komisji Episkopatu ds. Misji biskupem Wiktorem Skworcem oraz z ordynariuszem rzeszowskim, biskupem Kazimierzem Górnym.
Podczas jego pobytu w Polsce w Czadzie wybuchła rebelia, której celem było obalenie urzędującego prezydenta Idrissa Déby’ego (zob. Bitwa pod Ndżameną). Opóźniło to powrót biskupa do Ndżameny.
Polskę odwiedził jeszcze w 2011 i 2013 roku.
Zmarł w Lyonie. Został  tymczasowo pochowany 28 listopada w Seminarium św. Łukasza w Bakara, niedaleko Ndżameny. Po zakończeniu remontu katedry w Ndżamenie jego szczątki zostaną przeniesione do archikatedry Matki Bożej Królowej Pokoju, gdzie spocznie na stałe.